# Rhampholeon spectrum
Rhampholeon spectrum là một loài thằn lằn trong họ Chamaeleonidae. Loài này được Buchholz mô tả khoa học đầu tiên năm 1874.